# 東京マラソン2016

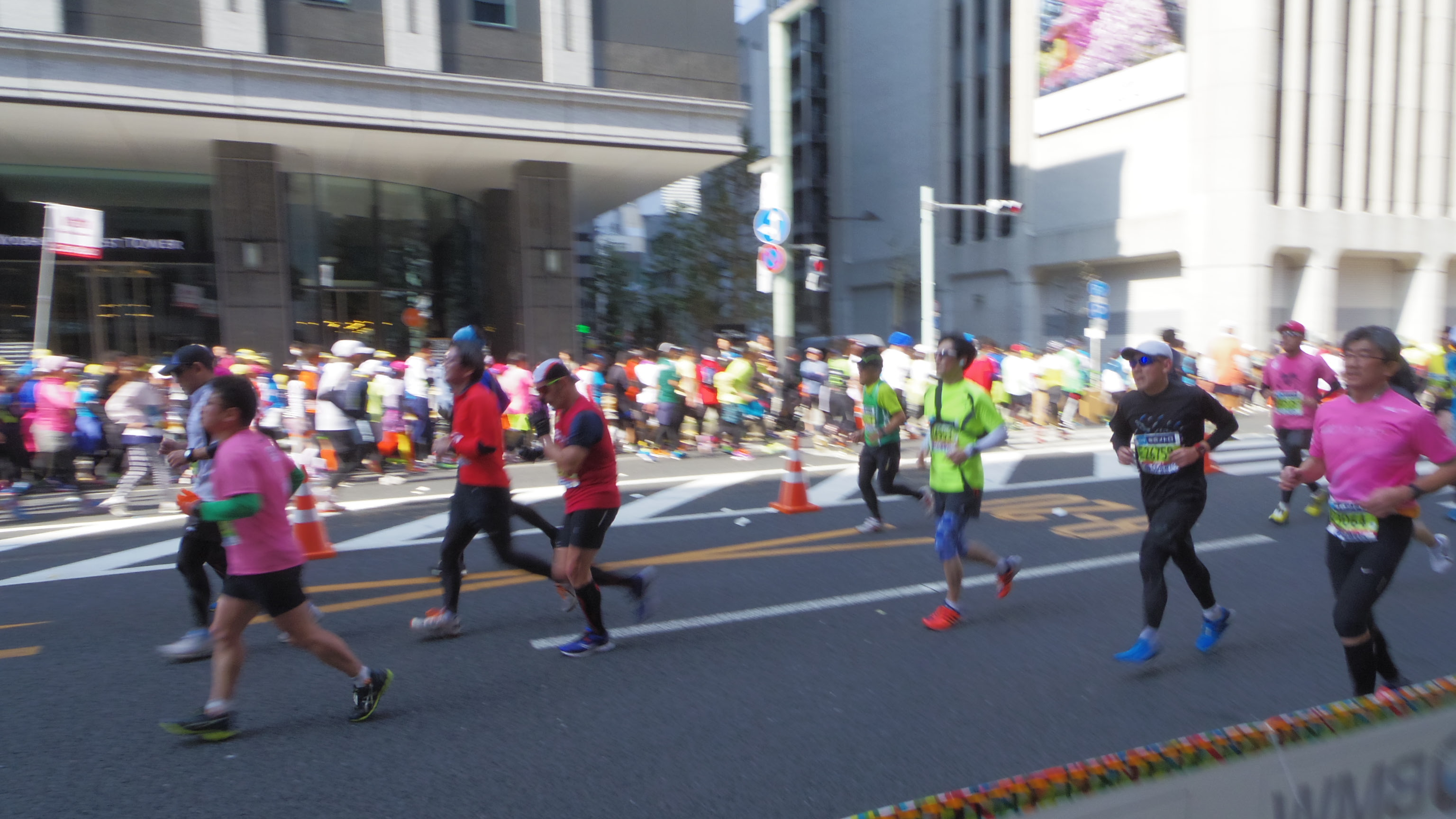
京橋での様子

東京マラソン2016（とうきょうマラソン2016、Tokyo Marathon 2016）は、2016年2月28日に東京都内の日本陸上競技連盟公認コース（一部カテゴリのみ）で行われた、通算10回目となる東京マラソン。

## 概要
東京都および日本陸上競技連盟により設立された「一般財団法人 東京マラソン財団」が主催した6度目の大会となった。
本大会はアボット・ワールドマラソンメジャーズシリーズIXの最終戦として開催された。また車いすの部は国際パラリンピック委員会（IPC）公認レースとなり、リオデジャネイロパラリンピックにおけるマラソンの選考会を兼ねて開催された。
今大会は定員を36500人とし、実際に出走したのは36172名であり、完走者は34714名で完走率は96%であった。

## 結果

### マラソン

#### 男子
出典：
| 順位 | 選手                       | 国         | 時間    |
| ---- | -------------------------- | ---------- | ------- |
| 1    | フェイサ・リエサ           | エチオピア | 2:06:56 |
| 2    | バーナード・キビエゴ       | ケニア     | 2:07:33 |
| 3    | ディクソン・チュンバ       | ケニア     | 2:07:34 |
| 4    | スティーブン・キプロティチ | ウガンダ   | 2:07:46 |
| 5    | アベル・キルイ             | ケニア     | 2:08:06 |
| 6    | エリウド・キプタヌイ       | ケニア     | 2:08:55 |
| 7    | エマニュエル・ムタイ       | ケニア     | 2:10:23 |
| 8    | 高宮祐樹                   | 日本       | 2:10:57 |
| 9    | ハビエル・ゲラ             | スペイン   | 2:11:01 |
| 10   | 下田裕太                   | 日本       | 2:11:34 |

#### 女子
出典：
| 順位 | 選手                       | 国           | 時間    |
| ---- | -------------------------- | ------------ | ------- |
| 1    | ヘラー・キプロプ           | ケニア       | 2:21:27 |
| 2    | アマネ・ゴベナ             | エチオピア   | 2:21:51 |
| 3    | エドナ・キプラガト         | ケニア       | 2:22:36 |
| 4    | アベル・ケベデ             | エチオピア   | 2:23:01 |
| 5    | ベルハネ・ディババ         | エチオピア   | 2:23:16 |
| 6    | シュレ・デミセ             | エチオピア   | 2:25:04 |
| 7    | アシェテ・ディド           | エチオピア   | 2:25:50 |
| 8    | マヤ・ノイエンシュワンダー | スイス       | 2:27:36 |
| 9    | イザベラ・アンデション     | スウェーデン | 2:30:02 |
| 10   | 奥野有紀子                 | 日本         | 2:31:17 |

### アボット・ワールドマラソンメジャーズシリーズIXチャンピオン
- 男子：エリウド・キプチョゲ（ ケニア）50pts
- 女子：メアリー・ケイタニー（英語版）（ ケニア）41pts[注 1]